# Mozdahir
Mozdahir (también conocido como el Instituto Mozdahir Internacional; francés: Institut Mozdahir International o IMI) es una organización no gubernamental internacional con sede en Dakar, Senegal. También tiene sucursales en otros países africanos, como Mali, Ivory Coast, Guinea Bissau, y otros. Mozdahir fue fundada en 2000 por Cherif Mohamed Aly Aidara, uno de los principales dirigentes religiosos chiitas de Senegal. La ONG trabaja en proyectos de desarrollo relacionados con la educación, la salud, la agricultura, el medio ambiente, la reforestación y la energía solar, y se ha asociado con otras importantes organizaciones no gubernamentales como Programa Mundial de Alimentos (World Food Programme).
Mozdahir tiene su sede en Dakar, cerca del campus de la Universidad de Dakar (University of Dakar). El campus principal de la ONG en Dakar incluye una biblioteca e instalaciones educativas. Mozdahir también tiene una emisora de radio, que es la única emisora de radio chiita que se transmite actualmente en Senegal. Lleva a cabo muchos proyectos de desarrollo en la región de Casamance en Senegal meridional, así como en diversas partes de África Occidental. La organización gestiona diversos proyectos de desarrollo rural, como la creación de nuevas plantaciones de plátanos.